# Hugo Jaeger

Aufnahme Jaegers in Warschau, 1939

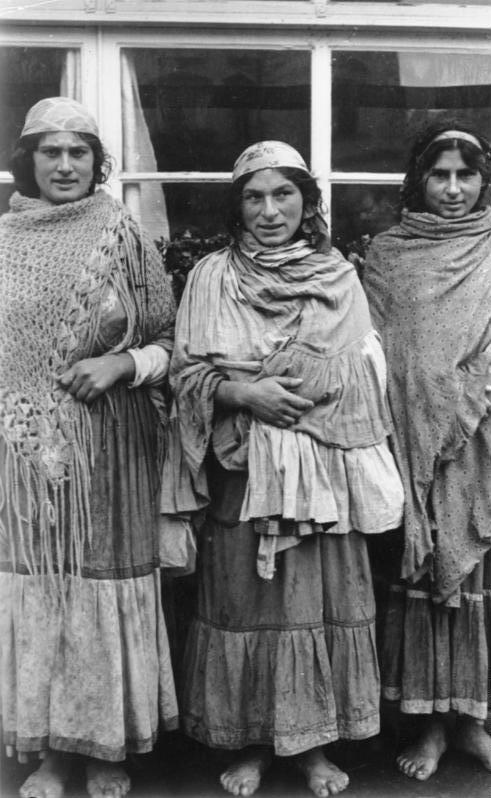
„Zigeuner“, Warschau September 1940 Aufnahme von Jaeger. Die Produktion von solchen Fotos die als Gegenbild zu geordneten deutschen Formationen „Untermenschen“, darunter ausdrücklich „Zigeuner“ zeigen sollten, war eine Vorgabe des Propagandaministeriums: „Polen ist Untermenschentum. Polen, Juden und Zigeuner sind in einem Atemzug zu nennen.“

Hugo Jaeger (* 18. Januar 1900 in München; † vermutlich nach dem 1. Januar 1970) war ein deutscher Fotograf.
Als Mitarbeiter von Adolf Hitlers Leibfotograf Heinrich Hoffmann hatte er in den Jahren 1936 bis 1945 Zugang zu Hitler und dessen persönlichem Umfeld. Während des Zweiten Weltkrieges arbeitete er als Fotograf einer Propagandakompanie. Als einer der ersten deutschen Pressefotografen wandte er sich der Farbfotografie zu. Nach dem Krieg konnte er seine Karriere anscheinend nicht fortsetzen. Nach einer Begegnung mit US-Soldaten, die jedoch bei der Kontrolle nicht auf die Farbnegative aufmerksam wurden, fürchtete Jaeger seine Inhaftierung, falls die Negative auffallen würden. Daher beschloss Jaeger 1945, die Negative zu verstecken und so zu retten, indem er sie in zwölf Glasbehältern in einem Münchener Vorort vergrub. 1955 grub er diese Behälter aus und verwahrte die Negative in einem Bankschließfach. 1965 verkaufte er diesen Bestand (2000 Farbdias) an Timelife Pictures für das Magazin LIFE.